# Samy Naceri
Saïd Naceri (født 2. juli 1961), kendt som Samy Naceri (fransk: [sami naseʁi]), er en fransk skuespiller, der er kendt fra de fire første Taxi-film og La Mentale.

## Hæder
Vinder
- 2006: Cannes Film Festival - Best Actor[1]
- 1995: Locarno International Film Festival - Best Actor
- 1995: Festival du Film de Paris - Special Mention

Nomineret
- 1999: Cesar Award for Most Promising Actor

## Filmografi
- 1980 : Inspector Blunder (statist)
- 1989 : La Révolution française instrueret af Robert Enrico and Richard T. Heffron (uncredited)
- 1994 : Léon instrueret af Luc Besson
- 1994 : Frères instrueret af Olivier Dahan
- 1995 : Coup de vice instrueret af Zak Fishman
- 1995 : Raï instrueret af Thomas Gilou
- 1996 : Malik le maudit instrueret af Youcef Hamidi
- 1996 : La Légende de Dede instrueret af Antonio Olivares
- 1997 : Bouge! instrueret af Jérôme Cornuau
- 1997 : Autre chose à foutre qu'aimer instrueret af Carole Giacobbi
- 1998 : Taxi instrueret af Gérard Pirès
- 1998 : Cantique de la racaille instrueret af Vincent Ravalec
- 1999 : Un pur moment de rock'n'roll instrueret af Manuel Boursinhac
- 1999 : Une pour toutes instrueret af Claude Lelouch
- 2000 : Taxi 2 instrueret af Gérard Krawczyk
- 2000 : Là-bas, mon pays instrueret af Alexandre Arcady
- 2001 : Le Petit Poucet instrueret af Olivier Dahan
- 2001 : Nid de guêpes (The Nest) instrueret af Florent Emilio Siri
- 2001 : La Merveilleuse Odyssée de l'idiot toboggan instrueret af Vincent Ravalec
- 2001 : La Repentie instrueret af Laetitia Masson
- 2001 : Féroce instrueret af Gilles de Maistre
- 2002 : La Mentale instrueret af Manuel Boursinhac
- 2002 : Concerto pour un violon instrueret af Gilles de Maistre
- 2002] : Disparu instrueret af Gilles de Maistre
- 2002 : Tapis volant instrueret af Youcef Hamidi
- 2003 : Taxi 3 instrueret af Gérard Krawczyk
- 2003 : Find Nemo instrueret af Andrew Stanton (fransk stemme på Crush the sea turtle)
- 2004 : Bab el web instrueret af Merzak Allouache
- 2006 : Indigènes instrueret af Rachid Bouchareb
- 2007 : Taxi 4 instrueret af Gérard Krawczyk
- 2008 : Des poupées et des anges instrueret af Nora Hamidi
- 2012 : Ce que le jour doit à la nuit, instrueret af Alexandre Arcady
- 2013 : Tip Top
- 2013 : Günahsız Günahım (MV)
- 2021 : Redemption Day, instrueret af Hicham Hajji